# Ferdinand Wolfgang Neess
Wolfgang Ferdinand Neess (* 1929 in Neuss; † 28. Januar 2020) war ein hessischer Kunsthändler, Kunstsammler und Mäzen.

## Leben
Neess wurde 1929 in Neuss geboren. Er wuchs in Bad Nauheim auf. Nach dem Zweiten Weltkrieg begann er eine Banklehre in Frankfurt. Er war über 15 Jahre im Bankberuf tätig, der ihn nach eigener Aussage aber nur bedingt ausfüllte. Eine biographische Wende brachte seine Beschäftigung mit dem Jugendstil.
Nees begann Anfang der 1960er Jahre Jugendstilobjekte zu sammeln. Als erste Objekte erwarb er in Frankfurt zwei Leuchter. Mit ererbten Vermögen begann er einen Kunsthandel. Sein Geschäft war zunächst in Frankfurt, dann in der Franz-Joseph-Straße in München. In den 1990er Jahren setzte er sich in Wiesbaden zur Ruhe. Er bezog eine Villa nahe dem dortigen Landesmuseum, die eigentlich abgerissen werden sollte. Er sanierte sie denkmalgerecht.
Um 2017 beschloss er seine umfangreiche Sammlung dem Hessischen Landesmuseum Wiesbaden zu schenken. Seine Geburtsstadt Neuss hatte die Schenkung zuvor mit knapper Mehrheit abgelehnt. Eingeweiht wurde die Schenkung F. W. Neess anlässlich des 90. Geburtstags des Stifters 2019.
Er erhielt als Anerkennung durch den Hessischen Ministerpräsidenten die Georg-August-Zinn-Medaille.
Nees verstarb 2020, einige Monate nach der Eröffnung. Ness war mit der Französin Danielle verheiratet. Seine Erben sind seine Frau und eine Nichte. Die Stadt Wiesbaden widmete Neess 2022 ein Ehrengrab.

## Musikalische Interessen
Wolfgang Ferdinand Neess interessierte sich zeitlebens für Musik. Richard Wagner schätzte er besonders. Er spielte amateurmäßig Jazz der 1950er und 1960er Jahre, aber nach eigener Aussage mit höherer Expertise Klassische Musik. Als Flötenspieler erwarb er in jungen Jahren mehrere Preise.
Ihm zu Ehren wurde ein Internationaler Flötenwettbewerb gewidmet, der seinen Namen trägt.

## Sammlung und Stiftung
Die Sammlung gilt als größte europäische Privatsammlung des Jugendstils. Sie ging (bis auf einige Dauerleihgaben) vollständig als Schenkung nach Wiesbaden, einschließlich einer umfangreichen Fachbibliothek. Ihr Einzug im Landesmuseum machte umfangreiche Umbauten notwendig. Die Präsentation strebt die gattungsübergreifende Darstellung als Gesamtkunstwerk an. Von 700 Objekten der Schenkung werden über 500 auf 800 Quadratmetern ausgestellt.
In der Sammlung befinden sich mehr als 90 Gemälde, Pastelle und Aquarelle von zahlreichen bekannten Künstlern aus ganz Europa, etwa von Gustave Moreau und seinem Schüler Edgar Maxence sowie von Alphonse Osbert. Sie repräsentieren den französischen Symbolismus, während Fernand Khnopff und Jean Delville hochkarätige Beispiele für dessen belgisches Pendant liefern. Zahlreiche Gemälde von Franz von Stuck, Heinrich Vogeler, Ludwig von Hofmann sowie Karl Wilhelm Diefenbach dokumentieren signifikante deutsche Positionen im Symbolismus und Jugendstil gleichermaßen. Aus Großbritannien ergänzen Werke namhafter Präraffaeliten wie Edward Burne-Jones, Evelyn De Morgan und John Melhuish Strudwick die Sammlung. Im Bereich der Skulptur ragen die Arbeiten von Alfons Mucha und George Minne heraus. Das spektakuläre Konvolut setzt sich aus Objekten der angewandten Kunst wie Möbel und Objekte aus Glas, Porzellan und Keramik zusammen. Komplette Möbelensembles steuern Emile Gallé, Hector Guimard und Louis Majorelle sowie Bernhard Pankok und Richard Riemerschmid für die Sammlung bei. Hervorzuheben ist auch die Fülle hochwertiger Glasobjekte: Zahlreiche Vasen, Schalen und Lampen sowie Lüster von Emile Gallé, Les Frères Muller, Les Frères Daum, Lötz-Witwe und aus den Tiffany Studios bereichern die Sammlung. Nicht minderbedeutend sind auch die Objekte aus Porzellan und Keramik, etwa von Ernst Wahliss, Michael Powolny oder auch Albin Müller.